# Società Italiana Ernesto Breda
La Società Italiana Ernesto Breda per Costruzioni Meccaniche, fue un importante grupo industrial italiano del siglo XX. Fundada en Milán en 1886 por el ingeniero paduano Ernesto Breda operaba en los sectores metalúrgicos, especialmente, locomotoras y material ferroviario, aeronaves civiles y militares, armamento camiones, motocicletas, máquinas herramienta, maquinaria agrícola y de construcción, y siderurgia metalúrgica de construcción naval.
Tras la progresiva desinversión de participaciones estatales en Italia a partir de la finalización de la II Guerra Mundial, numerosas empresas procedentes de la  división de este grupo mantuvieron posteriormente la marca Breda.

## Historia
Orígenes 1886-1888 - Ing. Ernesto Breda e C.
La empresa fue fundada en Milán en 1886 por el ingeniero paduano Ernesto Breda, que se había hecho cargo de Cerimedo & C., una empresa mecánica y ferroviaria milanesa situada a lo largo del canal Martesana de Milán, también conocida como "Elvetica". Breda inicialmente operó como una sociedad limitada bajo el nombre de Ing. Ernesto Breda e C..

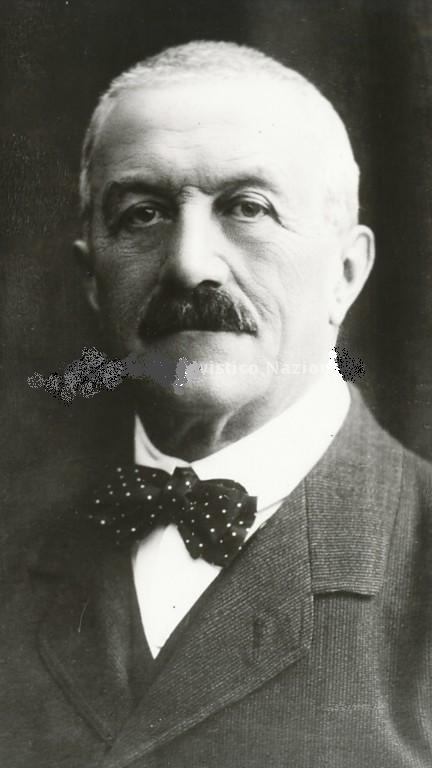
Ernesto Breda, c. 1920

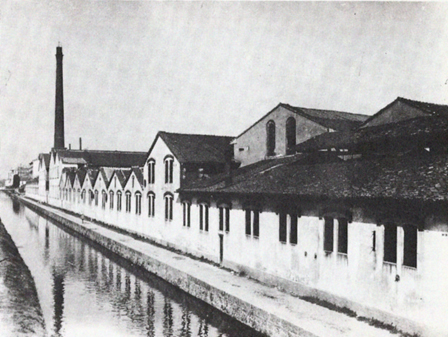
La fábrica "Elvetica" en Milán

Al ganar en 1891 el concurso para el suministro de 22 locomotoras a los ferrocarriles rumanos, la empresa entró en el mercado europeo de locomotoras, hasta entonces dominado por las industrias alemana e inglesa. Mientras tanto, sin perder de vista el objetivo de especializar la planta en este campo, la necesidad de asegurar la continuidad del trabajo y, en conjunto, el deseo de no perder el contacto con sectores productivos similares y en expansión, empujaron a la empresa a emprender otras iniciativas. También se realizaron suministros de vagones ferroviarios y tranvías y, dada la intensificación y progresiva mecanización del trabajo agrícola, en 1894 se inició la producción de segadoras y trilladoras.
En 1895, en el concurso del premio al Merito Industriale, instituido por el gobierno italiano ese año, Breda recibió la Gran Medalla de Oro con un diploma de honor, fue, la única concedida entre las ciento veintitrés industrias mecánicas competidoras.
En 1895 la fábrica de Milán había alcanzado una superficie de 35617 m², de los cuales 24730 estaban cubiertos; superficie que en 1900 se había convertido en 45000 y 35000 m² cubiertos. El empleo también pasó de 400 empleados en 1887 a 2000 en 1889, para luego, superado un período de crisis a principios de los años 1890, en 1895 volvió a alcanzar los 800 empleados. El mismo, antes del inicio y traslado de algunos procesos, incluía veinte departamentos que iban desde la sala de modelistas hasta el taller de construcción de vagones de ferrocarril, pasando por el taller de torneado de cascos y cañones, por la obtención de hierro fundido y, con un total de 631 máquinas operativas, excluidas las del taller de herramientas. En 1897, él Regio Istituto Lombardo di Scienze e Lettere  concedió a Breda el Premio Brambilla.
1899 - 1916 - Società Italiana Ernesto Breda per Costruzioni Meccaniche (SIEB)
En 1899, gracias a importantes pedidos extranjeros y, con la aportación de capital de Banca Commerciale Italiana, la empresa se transformó en una sociedad anónima, con el nombre de Società Italiana Ernesto Breda per Costruzioni Meccaniche (SIEB). La actividad principal siguió siendo la producción de locomotoras, que se beneficiaba de encargos públicos para el desarrollo de la red ferroviaria nacional, aunque, la empresa operaba en muchos otros procesos mecánicos, como la forja de piezas metálicas, la producción de calderas, máquinas herramienta y maquinaria agrícola.
A principios del siglo XX, la expansión del negocio hizo necesaria la ampliación de la fábrica. En 1900, la Società Breda intentó obtener del municipio de Milán la cesión de un tramo de la Via Bordoni a lo largo del cual se encontraba la fábrica preexistente. La petición provocó un animado debate en el consejo (1901) entre los administradores municipales y los industriales milaneses sin resultados tangibles; por lo que, en 1903 Breda compró terrenos edificables en el cercano municipio de Niguarda y en Sesto San Giovanni . Las nuevas fábricas, cuya construcción comenzó en 1903, se terminaron aproximadamente siete años después.

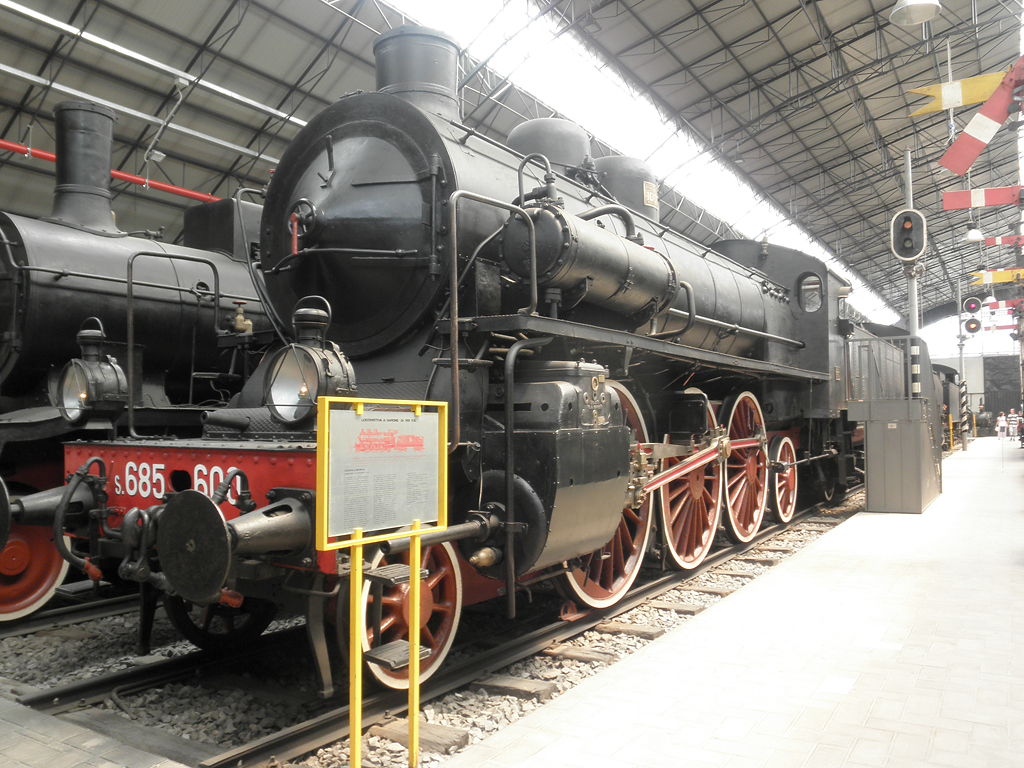
Milésima locomotora Breda, la FS 685 600 exhibida en el Museo Leonardo da Vinci di Milano

La compra de terrenos y el inicio de las obras de los nuevos talleres empujaron a Breda a recurrir en 1904 a la emisión de bonos por valor de 4.000.000 de liras, gestionada, como las demás operaciones financieras posteriores de la empresa, por la Banca Commerciale Italiana. El traslado a los nuevos talleres permitió en 1907 la realización de un proyecto de reorganización de considerable importancia para la época con la separación administrativa de las tres fábricas de Milán, Sesto S. Giovanni y Niguarda coordinada por una dirección general central. En 1908, la empresa celebró la entrega de la milésima locomotora a vapor construida en sus talleres,la Locomotiva FS 685 nº 68100 para los Ferrovie dello Stato (FS), entonces S685 600, conservada en el museo Leonardo da Vinci de Milán.
Las producciones bélicas y los años veinte
La entrada de Italia en la I Guerra Mundial obligó a adaptar las plantas a órdenes de material bélico, lo que resultó ser beneficioso para el desarrollo de la sociedad que, inmediatamente se contó entre las industrias más importantes involucradas en el conflicto a través de la producción de baterías de almacenamiento de energía para la marina (sumergibles), de bombas aéreas, cañones, morteros, proyectiles de todo tipo y aviones de bombardeo bajo licencia (Caproni Ca.5). Pero la dificultad para encontrar materias primas como acero y máquinas herramienta empujó a la empresa a construir su propia acería interna. Esto provocó considerables dificultades de reconversión en la posguerra, que fueron superadas gracias a la elección de centrarse en la fabricación de armas ligeras en la planta de Brescia Breda Meccanica Bresciana - Società Anonima Fabbrica Armi Torino. 
En 1917 se inauguró el centro de investigación y formación Istituto Scientifico Tecnico Ernesto Breda , que durante el siglo XX se consolidó como uno de los centros de investigación nacionales más importantes en el campo de la metalurgia. En los primeros meses de 1918, se encargaron para ser fabricados bajo licencia 600 bombarderos pesados Caproni Ca.45 a Breda, aunque, debido a la finalización de la guerra sólo 102 ejemplares fueron completados.
Tras la muerte de Ernesto Breda en 1918, el control de SIEB pasó a su hijo Giovanni Breda, quien nombró director de la empresa a Guido Sagramoso. Junto al tramo aeronáutico, pronto se reforzó el segmento ferroviario, fruto de los numerosos nuevos pedidos recibidos de importantes compañías de ferrocarriles, relacionados con el suministro de vagones, pero sobre todo, de locomotoras eléctricas, de las que Breda resultó ser uno de los primeros fabricantes a nivel nacional cuando ya en 1906 presenta y suministra su Locomotiva FVB 1. Al mismo tiempo, durante los años 1920, la empresa se comprometió a relanzar la producción metalúrgica, registrando un crecimiento constante de las actividades en el sector del acero civil.
Década de 1930
La Gran Depresión de 1929 afectó duramente a todas las economías nacionales y con ellas a la sociedad, que sólo logró superar definitivamente sus dificultades financieras recurriendo a un préstamo de bonos en el mercado estadounidense a finales de los años 20. En 1933, Giovanni Breda se retiró completamente del capital social de la empresa; sin embargo, el relanzamiento total de la empresa no se produjo hasta mediados de los años 1930 coincidiendo con los preparativos de la inminente guerra contra Etiopía. En esta fase, Breda obtuvo numerosos pedidos de vehículos especiales (tractores pesados de artillería TP32) y camiones (el modelo 6x4 Breda 51 Dovunque) así como armamento diverso; las ametralladoras, diseñadas y fabricadas por la sociedad, como las Breda M30 , Breda M37 y Breda-SAFAT fueron armas estándar para el Regio Esercito y la Regia Aeronautica durante la Segunda guerra italo-etíope , la Invasión italiana de Albania y la II Guerra Mundial.

## Producción de armas - cuadro resumen
| Tipologia          | Modelo                                                      |
| ------------------ | ----------------------------------------------------------- |
| Fusiles            | Breda PG                                                    |
| Fusil ametrallador | Breda M30                                                   |
| Ametralladoras     | Breda M31, Breda M37, Breda M38, Breda-SAFAT, Breda Mod. 5C |
| Cañones            | Breda 20/65 Mod. 1935, Breda 37/54, 47/32 Mod. 1935         |
| Bombas de mano     | Granada Breda M35, Breda Mod. 42                            |
| Munición           | 8 x 59 mm RB/RR, 12,7 × 81 mm SR                            |

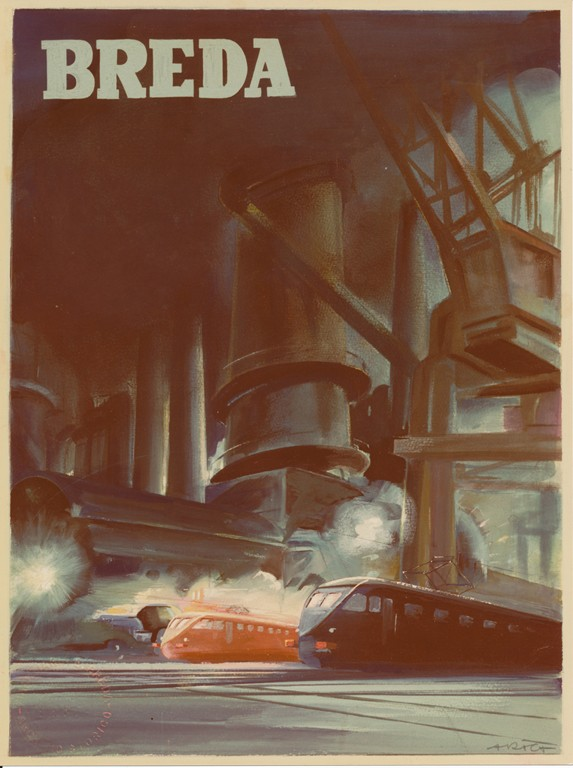
Cartel publicitario, circa 1936

En 1936 se presentó solemnemente el ElettroTreno ETR 200 (Elettro Treno Rapido modello 200) , motivo de orgullo nacional en la época y considerado entre los trenes más bellos en circulación en Europa; tanto es así, que Benito Mussolini decidió enviar uno para su exhibición en la Feria Mundial de Nueva York de 1939 y a otras exposiciones donde fue recibido con gran interés entre los visitantes, pero sin conseguir pedidos. El 20 de julio de 1939, el modelo 212, conducido por el ingeniero A. Cervellati, estableció un récord entre las ciudades de Florencia y Milán, alcanzando la velocidad máxima de 203 km/h en el tramo entre Pontenure y Piacenza.
En 1935 adquirió al ingeniero y empresario Nicola Romeo la Officine Ferroviarie Meridionali - OFM, empresa de mecánica ferroviaria de la zona napolitana y, poco después, en 1936 la división aeronáutica de la misma empresa, la SA Industrie Aeronautiche Romeo. La sociedad Breda fusionó las dos empresas en una sola organización subsidiaria el 1 de octubre de 1936, que fue conocida como Industrie Meccaniche e Aeronautiche Meridionali - IMAN  y sus aeroplanos identificados con el acrónimo IMAN Ro. aumentando la capacidad de producción en el ámbito aeronáutico; sin embargo, detentada principalmente por la larga lista de modelos producidos por la compañía madre y designados con el nombre Breda

### Producción de aviones: tabla resumida
| Serie                      | Modelo |
| -------------------------- | --- |
| Serie A                    | A.2, A.3, A.4, A.5, A.7, A.8, A.9, A.10, A.14 |
| Serie Breda aero (Ba.)     | Ba.15, Ba.16, Ba.18, Ba.19, Ba.25, Ba.26, Ba.27, Ba.28, Ba.32, Ba.33. Ba.39 Ba.42, Ba.44, Ba.46, Ba.64, Ba.65, Ba.75, Ba.82, Ba.88, Ba.92, Ba.201, Ba.205 |
| Serie CC                   | CC.20 |
| Serie Breda-Zappata (BZ.)  | BZ.301, BZ.302, BZ.303, BZ.304 BZ.305, BZ 306, BZ.308, BZ.309 BZ.401, BZ.408                                                                              |
| Serie Breda-Pittoni (B.P.) | Breda-Pittoni B.P.471 |

Además, dado el importante aumento de las líneas de trolebuses en numerosos centros urbanos italianos, especialmente a partir de la segunda mitad de los años 1930, SIEB decidió entrar en el mercado de los trolebuses, poniendo en marcha algunas series de trolebuses -en italiano filobus- bajo pedido .

## II Guerra Mundial
En vísperas de la Segunda Guerra Mundial, en 1936, Breda era un único gran complejo integrado, cuya dirección general, administrativa y técnica, así como el departamento de construcción de maquinaria industrial tenían su sede en Milán , y que estaba dividido en ocho secciones:
- I - Electromecánica, locomotoras y mecánica diversa - Breda Elettromeccanica e Locomotive,  Sesto San Giovanni
- II - Material ferroviario - Breda Ferroviaria, Sesto San Giovanni
- III - Fraguas - Breda Fonderia Forgia e Macchine Industriali, Sesto San Giovanni
- IV - Siderúrgica - Breda Siderurgica,  Sesto San Giovanni
- V - Aeronáutica - Breda Aero, Bresso, Cinisello Balsamo, Niguarda - Milan, Sesto San Giovanni
- VI - Armas - Breda Meccanica Bresciana, Brescia [5]
- VII - Armas - Breda Meccanica Romana, Torre Gaia, Roma
- VIII - Astillero - Cantiere Navale di Marghera, Marghera

A estas se añadió, en 1941, la Sección IX - Bombas y Proyectiles, con sede en la entonces Apuania 
Al estallar la Segunda Guerra Mundial, Breda Siderurgica producía hasta 150 tipos de aceros, de los que algunos se utilizarían también en la producción de armamento y vehículos militares, como vehículos blindados, camiones (Breda 51 y 52) para diferentes usos como los autocannone da 90/53 su Breda 52, los tractores pesados de artillería TP40 y el tractor semioruga Breda 61, a la vez que se seguía fabricando el armamento ligero (ametralladoras) que ya se fabricaba antes de la guerra. Sin olvidar, los productos navales fabricados por encargo para la Regia Marina en el astillero propiedad de la firma Cantiere navale di Marghera, una empresa clave en el esfuerzo bélico italiano que alcanzó su máximo desarrollo con 5000 empleados involucrados en la construcción de lanchas patrulleras, torpederos y algunas corbetas de la Clase Gabbiano.
Durante los grandes ataques aéreos -entre 1942 y 1944- las fábricas de Breda, particularmente en la zona de Milán, fueron objeto de intensos bombardeos aliados y, estuvieron entre las más afectadas por la ola de huelgas que precedieron y siguieron a la caída del gobierno de Mussolini en julio de 1943. 

## 1945 - 1951 - La posguerra
Una vez terminada la guerra, la Societá Breda se vio nuevamente obligada a afrontar una difícil reconversión a la producción para la paz, con las plantas gravemente dañadas y una situación laboral y financiera verdaderamente comprometida. El Estado intervino para ayudar a la empresa a través del Fondo per l'Industria Meccanica (FIM), organismo creado por decreto del 8 de septiembre de 1947, con el objetivo de financiar la reconversión de las industrias mecánicas que habían estado involucradas en la producción bélica. Entre las empresas apoyadas se encontraban FIAT y Olivetti, que pudieron reembolsar los préstamos recibidos, mientras que no fue el caso de Breda, que se había especializado hasta tal punto en la producción de guerra que no se encontró en condiciones de afrontar una difícil reconversión en los siguientes próximos años al estar muy sobredimensionada en comparación con las salidas comerciales existentes para sus productos.
En 1947, el Cantiere di Marghera se transformó en una sociedad anónima con la denominación social Cantiere navale Breda SpA; aunque todavía controlada por SIEB; posteriormente, en 1950, la totalidad del accionariado pasará a la FIM..
Para responder a la necesidad de estudiar nuevos métodos de producción en el sector civil, Breda, al igual que otras empresas en su misma situación como Piaggio y Agusta además de las actividades tradicionales, intentó en los últimos años probar suerte a partir de 1947, en la construcción de motocicletas, con el Ciclomotore Breda da 65 comúnmente conocido como "Bredino", que sin embargo no fue muy exitoso para comprometer la iniciativa comercial a corto plazo; mientras que la reanudación de actividades en el campo de la fabricación de máquinas herramienta, motores industriales y la venta de maquinaria agrícola y de movimiento de tierras experimentó un relativo éxito.
Tras la profundización de la crisis de la empresa, en 1951, el abogado Pietro Sette fue nombrado comisario extraordinario por la FIM, con el encargo de proceder a la reorganización del complejo industrial; este fondo, que pasó a ser propietario de más del 90% del capital social de Breda, procedió a una rápida recuperación y a una reorganización completa del grupo, vendiendo la rama aeronáutica IMAM a Finmeccanica, mientras que de la parte restante, Breda aeronautica se cerraron las oficinas del norte en Milán, Bresso, Cinisello Balsamo y Sesto S. Giovanni y, el sector siderúrgico a la Società Finanziaria Siderurgica S.p.A. - Finsider.

## La época de la Finanziaria (Finbreda) 1952-1993
La profunda reforma del 14 de julio de 1952 condujo a la transformación de Breda en la forma de una sociedad holding, la Finanziaria Ernesto Breda (Finbreda o FEB que cotiza en bolsa y en consecuencia, las secciones de producción se crearon como sociedades anónimas controladas por ella.
En 1955 Breda Motori unificó su actividad con Isotta Fraschini , creando así una nueva empresa que tomó el nombre de Isotta Fraschini e Motori Breda , transfiriendo toda la producción de motores industriales a Saronno .
Breda Siderurgica fue vendida a la Società Finanziaria Siderurgica en 1959; también, ese mismo año, Breda Elettromeccanica e Locomotive se dividió en dos empresas distintas, Breda Elettromeccanica y Breda Termomeccanica e Locomotive, esta última posteriormente rebautizada como Breda Termomeccanica tras el desarrollo de un gran grupo de tranvías y vehículos ferroviarios, incluidos los trenes de alta velocidad ETR 250 Arlecchino y ETR 300 Settebello, orgullo de los Ferrovie dello Stato Italiane .
Al no poder pagar sus deudas con la FIM, Breda formó en 1962 el núcleo en torno al cual se creó  l'Ente partecipazioni e finanziamento industrie manifatturiere (EFIM) , un nuevo holding de participaciones estatales cuya lógica se siguió. Eran, por tanto, numerosas iniciativas industriales que se emprendieron, especialmente en el sur de Italia, incluso en sectores alejados del ámbito de actividad original. Al mismo tiempo, a lo largo de la década, la empresa entró en el mercado de los productos de energía nuclear en el sector civil, creando un verdadero departamento para la preparación de reactores nucleares en las zonas industriales entre Milán y Sesto S. Giovanni dirigido por Breda Termomeccanica, que sin embargo tuvo que afrontar los problemas de aceptación de la tecnología energética a nivel nacional, hasta el punto de que pronto fue reducida y vendida a Ansaldo, luego a Mangiarotti Nuclear, hasta su definitivo cierre.
Otras producciones
En los años sesenta, la Finanziaria Ernesto Breda fundó algunas empresas especializadas en producciones específicas, con especial atención a los asentamientos del sur de Italia, también mediante la creación de INSUD - nuove iniziative per il Sud, una empresa para la promoción de actividades industriales en el mediodía se constituyó conjuntamente con el ente público Cassa per il Mezzogiorno :
- SIV - Società Italiana Vetro, producción de vidrio especial, con un tercio del capital de Finanziaria Ernesto Breda, un tercio de Libbey Owens-Ford Glass Co. de Toledo, Ohio y un tercio de la Società Finanziamenti Idrocarbonuri con sede en Vasto
- BREMA, empresa productora de neumáticos del Gruppo Manuli y en base a un acuerdo con Seilberling Rupper Co. de Akron, EE. UU., con sede en Bari
- Breda Hupp, producción de aparatos de aire acondicionado en base a acuerdos con la American Hupp Corporation de Cleveland, con sede en Bari
- Metalmeccanica Meridionale, producción de óxido de titanio, basada en acuerdos con la empresa milanesa Salbar.

Sin embargo, el sector más estratégico de Finbreda siguió siendo el de los sistemas de defensa, gracias a la adquisición de OTO Melara en 1973. Durante años, Finbreda constituyó un centro industrial militar alternativo al gestionado por el IRI. Gracias a la constitución del consorcio Inbus en 1977, con la colaboración de las empresas De Simon Bus, Carrozzeria Sicca y Sofer, Breda volvió a ser protagonista en la segunda mitad de los años setenta de los retos para la construcción de vehículos de transporte por carretera, expresamente para transporte público local, con numerosos pedidos de autobuses y trolebuses, destinados principalmente a las grandes ciudades italianas, obteniendo posteriormente el control de la empresa Carrozzeria Menarini de Bolonia.
Los años ochenta provocaron una reducción progresiva de las distintas sucursales de la antigua Breda SpA, que también participaron en el colapso financiero de EFIM. Una vez que ILVA compró Breda Siderurgica y cerró por completo, Breda Fucine pasó de casi 20000 empleados en los años sesenta a poco menos de la mitad; luego fue desmembrada, privatizada y reducida a unas pocas docenas de empleados, mientras que Metalcam de Carlo Tassara se hizo cargo del resto de sus actividades. La rama empresarial especializada en la producción de válvulas y accesorios para aceite, una vez vendida por EFIM, dio origen a una empresa independiente que tomó el nombre de Breda Energia (manteniendo su sede social y operativa en el municipio de Sesto S. Giovanni), la de las máquinas herramienta que se convirtió en Breda Techint Macchine se incorporó definitivamente al Grupo Danieli, cesando toda actividad industrial en las plantas milanesas. 

## Fin y liquidación de la sociedad Finbreda
El Ministero del tesoro (Ministerio de Hacienda), en el marco de la liquidación del EFIM, colocó a Finbreda en liquidación administrativa obligatoria con el decreto del 11 de marzo de 1994. A Finmeccanica se le vendieron el sector ferroviario, productos para el transporte público local, motores industriales y sistemas de defensa. Los pequeños accionistas de Finbreda, que cotiza en bolsa, perdieron sus inversiones que ya habían sido liquidadas durante más de cuatro años, durante los cuales las acciones cotizaban a un valor casi nulo.
Las vastas zonas que Breda dejó progresivamente libres desde principios de los años setenta entre Milán y Sesto S. Giovanni, tras la entrada en crisis de la gran industria, se vieron afectadas durante los años noventa y dos mil por la construcción de nuevos edificios residenciales, nuevas empresas, estructuras logísticas, espacios comerciales, algunas funciones docentes y de investigación del nuevo centro universitario de la Universidad de Milán-Bicocca , junto a un área conservada como memoria histórica y cultural de la empresa, el Parque Arqueológico industrial Breda. 